# James Petras
Pour les articles homonymes, voir Petras.
James Petras (né à Boston, États-Unis, le 17 janvier 1937) est professeur émérite de sociologie à l'université d'État de New York à Binghamton de New York.  Il se définit lui-même comme un militant et écrivain « révolutionnaire et anti-impérialiste ». 

## Biographie
Intellectuel emblématique de la gauche américaine, il a travaillé avec le Mouvement des travailleurs sans-terre du Brésil et le Mouvement des chômeurs d'Argentine. Il est membre du Comité éditorial de Canadian Dimension.
Il a participé à la conférence anti-impérialiste Axis for Peace, organisée en 2005 par Thierry Meyssan du Réseau Voltaire. Rudy Reichstadt, de Conspiracy Watch, qualifie la liste des participants de « who’s who des auteurs conspirationnistes les plus en vue de l’époque. »
Partisan du gouvernement cubain, il a développé une vive polémique à ce sujet avec José Saramago.
Il est l'auteur de nombreux ouvrages, dont certains ont été traduits en français : La Face cachée de la mondialisation : L'Impérialisme au XXIe siècle. 
Son article sur « le Putch de Kiev » est repris dans un ouvrage collectif traduit en français : « L'Ukraine, le coup d'état fasciste orchestré par les États-Unis ».

## Thèses

### Lobby pro-israélien
Plusieurs de ses thèses sont assez controversées au sein de la gauche altermondialiste. Petras considère que les attentats du 11 septembre ne sont pas dus à un groupe islamiste radical et que l'attribution de ces attentats à Al Qaida est injustifiée. 
Il revendique la défense du patriotisme des États-Unis dont la souveraineté serait mise en péril par l'alliance entre le complexe militaro-industriel, l'AIPAC (American Israel Public Affairs Committee) et le JINSA (Jewish Institute for National Security Affairs), deux organismes qu'il présente comme formant un « lobby sioniste » (lobby pro-israélien). D'après lui, la politique des États-Unis au Moyen-Orient ne correspond pas aux intérêts de ce pays, mais exclusivement à ceux de ces intérêts privés et de l'État d'Israël. Il prône la constitution d'une alliance contre ce « lobby » qui dépasserait les clivages traditionnels entre la gauche et la droite. Plusieurs courants de gauche ont critiqué ces positions qu'ils qualifient d'antisémites.

### Crise en Ukraine
À propos de l'Ukraine, James Petras considère que depuis la journée du premier Mai 2014 à  Kiev et les différents apparus à cette occasion entre les néo-fascistes et leurs partenaires néolibéraux, la lutte en Ukraine n'apparaît plus comme une lutte entre les États-Unis et la Russie, mais une lutte entre la junte imposée par l'OTAN, composée d'oligarques néolibéraux et fascistes d'une part, et les travailleurs de l'industrie et leurs milices locales d'autre part. 
Les premiers obéissent au FMI et à Washington, les seconds comptent sur les capacités de production de l'industrie ukrainienne pour se débarrasser des oligarques.

### Ouvrages en anglais
- Latin America in the Time of Cholera: Electoral Politics, Market Economics, and Permanent Crisis, Routlege (1992).
- Empire or Republic: Global Power or Domestic Decay in the US, with Morris Morley, Routledge (1994).
- The Dynamics of Social Change in Latin America, with Henry Veltmeyer, Palgrave Macmillan (2000).
- Globalization Unmasked: Imperialism in the 21st Century, with Henry Veltmeyer, Zed Books (2001).
- Social Movements and State Power: Argentina, Brazil, Bolivia, Ecuador, avec Henry Veltmeyer, Pluto Press (2005).
- Empire with Imperialism: The Globalizing Dynamics of Neoliberal Capitalism, Luciano Vasapollo, Zed Books (2006).
- The Power of Israel in the United States, Clarity Press, Inc. (2006).  (ISBN 0-932863-51-5)
- Rulers and Ruled in the US Empire: Bankers, Zionists and Militants, Clarity Press, Inc. (2007).  (ISBN 978-0-932863-54-6)
- Zionism, Militarism and the Decline of US Power, Clarity Press, Inc. (2008).  (ISBN 0-932863-60-4)
- War Crimes in Gaza and the Zionist Fifth Column in America, Clarity Press, Inc. (2010).  (ISBN 0-9845255-0-5)  (ISBN 978-0-9845255-0-8)
- The Arab Revolt and the Imperialist Counterattack, Clarity Press, Inc. (2011).  (ISBN 1-4611-1760-7)  (ISBN 978-1-4611-1760-5)

### Ouvrages traduits en français
- La Face cachée de la mondialisation : L'Impérialisme au XXIe siècle [« Globalization Unmasked:Imperialism in the 21st Century »], Parangon, 2002, 284 p. (ISBN 978-2-84190-084-8)

- Ukraine le coup d'état fasciste orchestré par les États-Unis  (trad. de l'anglais), Paris, Delga, 2014, 340 p. (ISBN 978-2-915854-70-1), « « Le Putsch de Kiev, les prolétaires rebelles prennent le pouvoir à l'Est » », p. 307-316